# Емітанс пучка
Емітанс пучка — чисельна характеристика пучка заряджених частинок у прискорювачі. Він вимірює розкид частинок у просторі координат та імпульсів і має розмірність довжини або дожини на кут (метр на радіан). Оскільки частинка поширюється вздовж магнітів та інших частин прискорювача, що змінюють пучок, то розподіл у просторі може змінюватись, але це не змінює емітанс. Якщо розподіл у фазовому просторі (імпульсів-координат) можна представити як хмару, то емітанс буде дорівнювати площі цієї хмари. Більш чітке означення бере до уваги розмитість меж цієї хмари.
Пучки з низьким емітансом — це пучки, де частинки замкнені в малому просторі і мають однакові імпульси. На кожній ділянці прискорювача для ефективного його проходження, частинки повинні мати визначений імпульс. Якщо імпульс відрізняється в більшу чи меншу сторону, тобто великий розкид по імпульсам (великий емітанс), то втрати частинок є неминучі. Низький емітанс в прискорювачах колайдерного типу означає високу світність (luminosity), а в синхротронах (по x-ray випромінюванню) високу яскравість.

## Означення
Емітанс має розмірність довжини, але зазвичай визначається як «довжина х кут», наприклад, міліметр х мілрадіан. Він може бути виміряний у всіх трьох просторових вимірах. У вимірі вздовж руху пучка — поздовжній емітанс, а двох інших — поперечний. Арифметичне означення поперечного емітансу:
{\displaystyle {\text{emittance}}={\frac {6\pi \left({\text{w}}^{2}-D^{2}\left({\frac {\mathrm {d} p}{p}}\right)^{2}\right)}{B}}}
Де: w — ширина пучка; dp/p — розкид по імпульсу; D — значення дисперсійної функції у вимірювальній точці прискорювача; B — значення бета функції прискорювача у вимірювальній точці.
Оскільки важко виміряти повну ширину пучка, то вимірюють на певній висоті, наприклад 95 %. Емітанс від цієї ширини тоді називається «95 % емітанс».
Варто відрізняти емітанс однієї частинки від емітансу всього пучка. Емітанс однієї частинки є інваріантним:
{\displaystyle \epsilon =\gamma x^{2}+2\alpha xx'+\beta x'^{2}}
де: x та x' — позиція і кут частинки відповідно, а {\displaystyle \beta ,\alpha ,\gamma } є параметрами Твіса.